# Авраамий (Иванов)
Архиепископ Авраамий (в миру Авраамий Георгиевич Иванов, также Иоаннидис; 1867, Малая Азия — не позднее 1930, Сухуми) — епископ Грузинской православной церкви на покое, в 1923—1927 годы — обновленческий архиепископ Сухумский, до 1922 года — священник Русской православной церкви.

## Биография
Родился в 1867 года в Малой Азии в греческой православной семье.
Окончил Тифлисскую духовную семинарию. 21 марта 1893 года Авраамий рукоположён в сан диакона. 25 марта 1893 года рукоположен в сан священника и назначен к Иоанно-Крестительской церкви селения Павловского Сухумской епархии Грузинского экзархата. Одновременно заведующий и законоучитель Павловской церковно-приходской школы.
10 мая 1893 года Авраамий назначен исполняющим должность благочинного церквей 6-го округа Сухумской епархии.
24 января 1894 года утвержден в должности благочинного церквей 6-го округа Сухумской епархии.
С 9 марта 1894 года — священник Александро-Невского кафедрального собора города Сухума. Одновременно с 1894 года — законоучитель Сухумской женской прогимназии. 22 января 1895 году награждён набедренником. В 1902 года награждён бархатной фиолетовой скуфьей.
С 17 февраля 1905 года — священник Георгиевской кладбищенской церкви города Сухума. 12 апреля 1906 году награждён камилавкой.
В 1910 году назначен благочинным церквей 2-го округа Сухумской епархии и законоучителем Сухумской женской гимназии. 28 марта 1911 года Священный Синод наградил Авраамия наперсным крестом. 27 марта 1914 года награжден саном протоиерея. 1 июня 1914 года возведён в сан протоиерея.
В июле 1916 года стараниями протоиерея Авраамия в Сухуми была открыта женская двухклассная церковно-приходская школа со специальными отделами домоводства и сельского хозяйства.
В 1917 году назначен настоятелем Георгиевской кладбищенской церкви города Сухума и благочинный церквей 2-го округа Сухумской епархии. Овдовел.
В 1922 году Авраамий перешёл в обновленчество. Принял рясофор. 3 июня 1923 года в Краснодаре хиротонисан во епископа Сухумского, викария Кубанской обновленческой епархии. Хиротонию возглавил архиепископ Иоанн (Левицкий).
Верующие и духовенство Абхазии не признали обновленческого епископа, монашествующие отказывались исполнять указы, а 32 греческих прихода перешли в юрисдикцию Грузинской церкви.
31 марта 1924 года назначен епископом Сухумским и Тифлисским, председатель обновленческого Сухумского епархиального управления, с возведением в сан архиепископа. В апреле 1924 года он сообщал Кубано-Черноморскому обновленческому епархиальному управлению: «Я единственное лицо в Сухуме, стоящее за Синод, и за неимением сочувствующих лиц от духовенства и мирян не могу организовать духовного управления».
В июне 1924 года Авраамий был участником обновленческого Всероссийского предсоборного совещания.
17 октября 1924 года переведён из Сухума на Таганрогскую обновленческую кафедру. По видимому, назначение вскоре было отменено, так как уже 11 ноября того же года на Таганрогскую обновленческую епархию был назначен Александр Шубин.
В октябре 1925 года был участником «Третьего Всероссийского Поместного Собора» (второго обновленческого).
2 февраля 1927 года перешёл в юрисдикцию Грузинской православной церкви.
Скончался до 1930 года. Был похоронен у Георгиевской кладбищенской церкви города Сухума. В 1950-е годы кладбище снесено.